# تحریک‌پذیری
تحریک‌پذیری (به انگلیسی: Irritability) (که به آن دمقی (crankiness) نیز می‌گویند) توانایی تحریکی است که جانداران زنده برای پاسخ به تغییرهای محیطی خود دارند. این اصطلاح هم برای واکنش فیزیولوژیک به محرک‌ها و هم برای حساسیت آسیب‌شناختی، غیرطبیعی یا بیش از اندازه به محرک‌ها استفاده می‌شود.
هنگام انعکاس هیجان‌ها و رفتار انسان، معمولاً به عنوان تمایل به واکنش به محرک‌ها با حالت‌های عاطفی منفی (به ویژه خشم) و طغیان‌های خلقی که می‌تواند پرخاشگرانه باشد، تعریف می‌شود. ناراحتی یا اختلال تحریک‌پذیری از دیدگاه بهداشت روان به عنوان یک علامت رایج نگرانی و پیش‌بینی‌کننده پیامدهای بالینی مهم است.

## تعریف
تحریک‌پذیری توانایی تحریکی است که جانداران زنده در پاسخ به تغییرهای محیطی خود دارند. این اصطلاح هم برای واکنش فیزیولوژیک به محرک‌ها و هم برای حساسیت آسیب‌شناختی، غیرطبیعی یا بیش از حد به محرک‌ها استفاده می‌شود. تحریک‌پذیری را می‌توان در پاسخ‌های رفتاری به محرک‌های فیزیولوژیک و رفتاری، از جمله محرک‌های محیطی، موقعیتی، جامعه‌شناختی و هیجانی نشان داد.

## علائم و نشانه‌ها
به عنوان یک علامت هیجانی و رفتاری در انسان، زمانی که فردی دارای خلق و خو تنگ است، به راحتی ناامید می‌شود، یا احساس عبوسی یا بدخلقی می‌کند، تحریک‌پذیر در نظر گرفته می‌شود. مراقبان ممکن است تنش در خانه یا خستگی را گزارش کنند. آنها ممکن است برای جلوگیری از تحریک وابستگان خود تدابیری اتخاذ کنند. تحریک‌پذیری با تعدادی از شرایط سلامت روان مرتبط است. این ویژگی مشخص‌کننده هر اختلال خلقی است، مانند اختلال دوقطبی، افسردگی و اختلال خلقی مختل‌کنننده. همچنین ویژگی اصلی تعدادی از اختلال‌های دیگر از جمله اختلال‌های طیف اوتیسم، اختلال‌های استرس تروماتیک، اختلال اضطراب فراگیر و غیره است. در نهایت، این یکی از ویژگی‌های قابل توجه هذیان، زوال عقل، تغییرهای هورمونی، اختلال متابولیک، استرس مزمن، درد، و ترک مواد/دارو است.

## درمان‌ها
منطقی است که عادت‌ها سبک زندگی مانند مدیریت خواب، ورزش، استرس و رژیم غذایی را در صورتی که کمک‌کننده باشد، تنظیم می‌کنند.